# Jhalokathi (Distrikt)
Der Diatrikt Jhalokathi (bengalisch ঝালকাঠি জেলা) ist ein Verwaltungsdistrikt im südlichen Bangladesch, der innerhalb der Division Barishal, der übergeordneten Verwaltungseinheit, liegt. Die im Hauptstadt des Distrikts bildet die gleichnamige Stadt Jhalokathi. Die Gesamtfläche des Distrikts beträgt 707 km². Der Distrikt setzt sich aus den 4 Upazilas Jhalakati Sadar, Kanthalia, Nalchiti und Rajapur zusammen. Jhalokati entstand 1972 als Unterabteilung des Distrikt Barishal und wurde am 1. Februar 1984 zu einem eigenständigen Distrikt aufgewertet.
Es wird allgemein angenommen, dass das gegenwärtige Gebiet des Distrikts einst aus dichtem Wald bestand und später von Fischern besiedelt wurde. Aufgrund der Navigationsmöglichkeiten zog das Gebiet ab dem 17. Jahrhundert Europäer an. Die Britische Ostindien-Kompanie, die Niederländer und die Franzosen errichteten hier Handelszentren, wodurch das Gebiet zu einem wichtigen Umschlagplatz wurde.
Der Distrikt Jhalokati grenzt im Norden und Osten an den Distrikt Barishal, im Süden an Barguna und im Westen an Pirojpur. Der Distrikt hat 682.669 Einwohner (Volkszählung 2011). Die Alphabetisierungsrate liegt bei 66,7 % der Bevölkerung. 92,1 % der Bevölkerung sind Muslime und 7,8 % sind Hindus.
Das Klima ist tropisch und feucht. Die jährliche Durchschnittstemperatur dieses Bezirks variiert von maximal 33,3 Grad Celsius bis minimal 12,1 Grad. Die jährliche Niederschlagsmenge beträgt 2506 mm (2011) und die Luftfeuchtigkeit ist ganzjährig hoch.
Die Wirtschaft des Distrikts ist vorwiegend von der Landwirtschaft geprägt. Laut der Volkszählung von 2011 arbeiten 47,7 % der Arbeitskräfte in der Landwirtschaft, 41,6 % im Dienstleistungssektor (meist in informellen Verhältnissen) und 10,7 % in der Industrie.

## Galerie

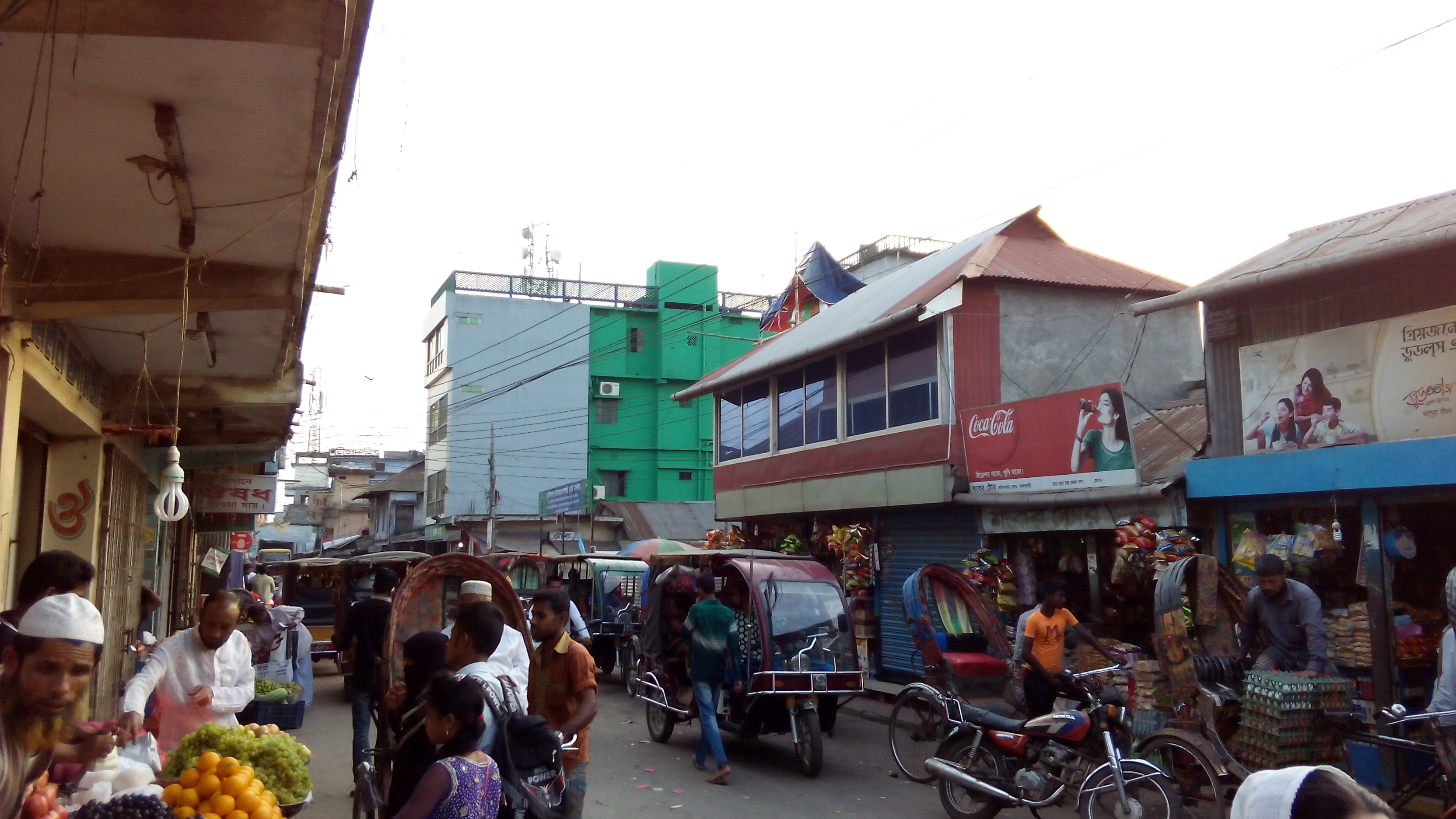
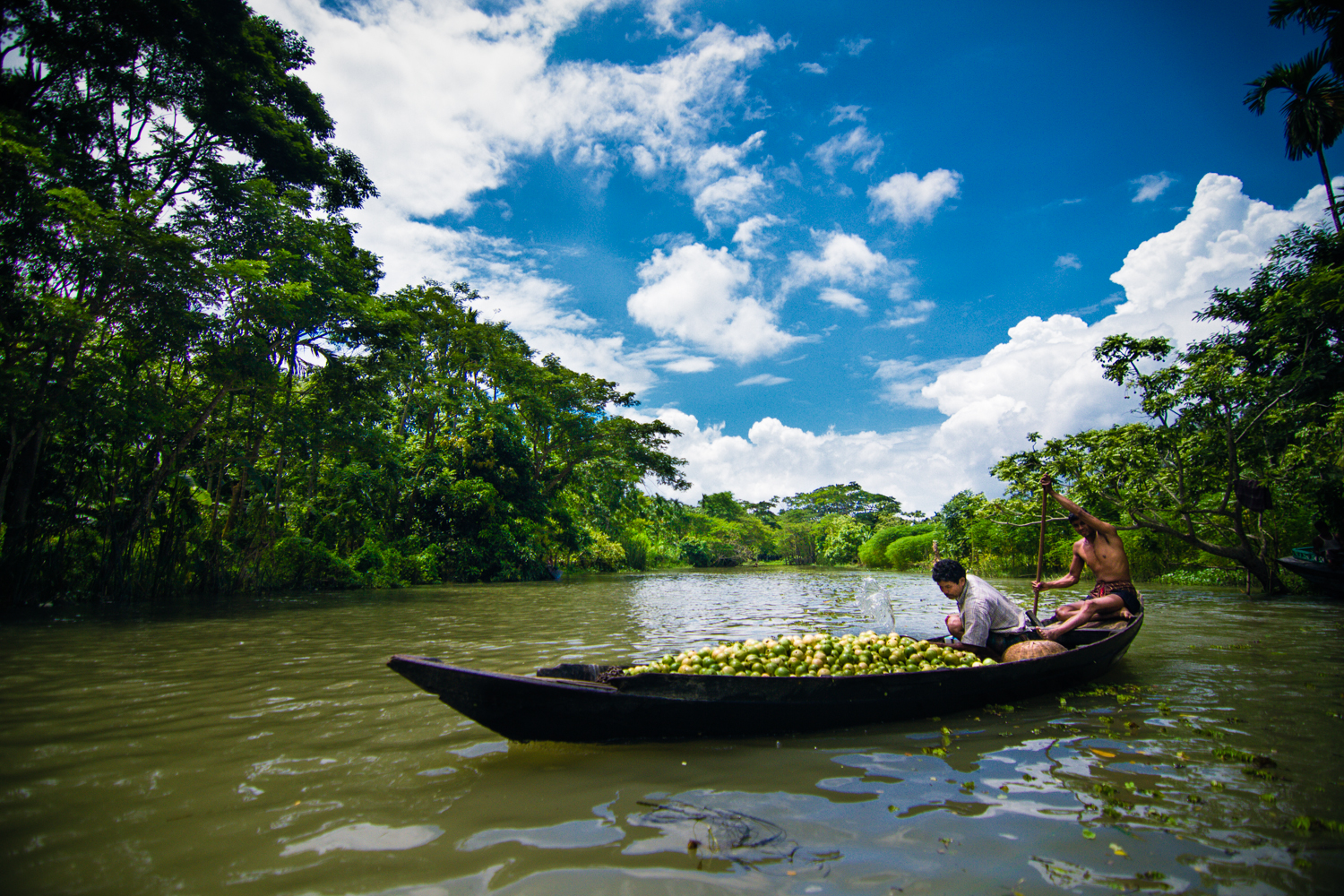
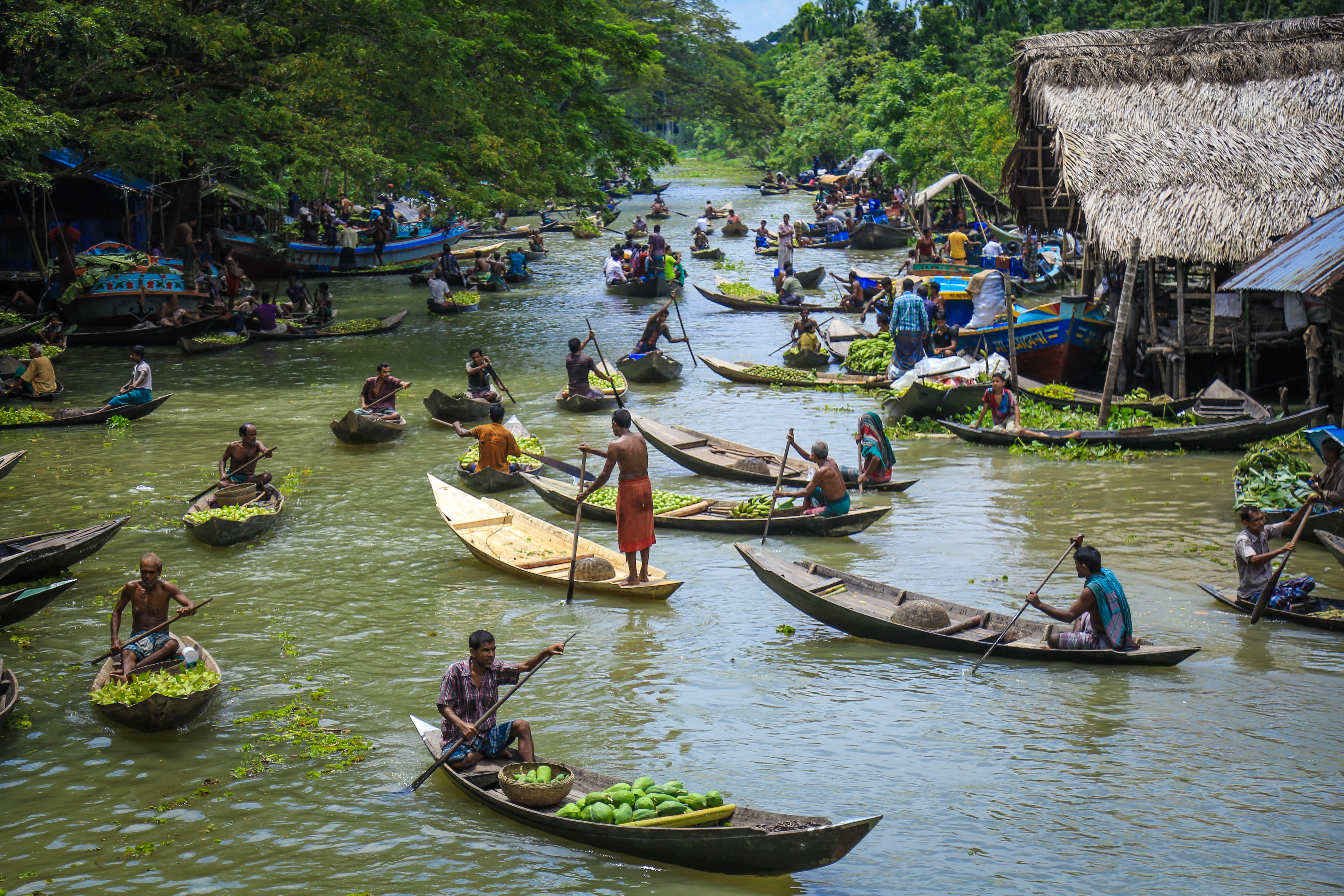
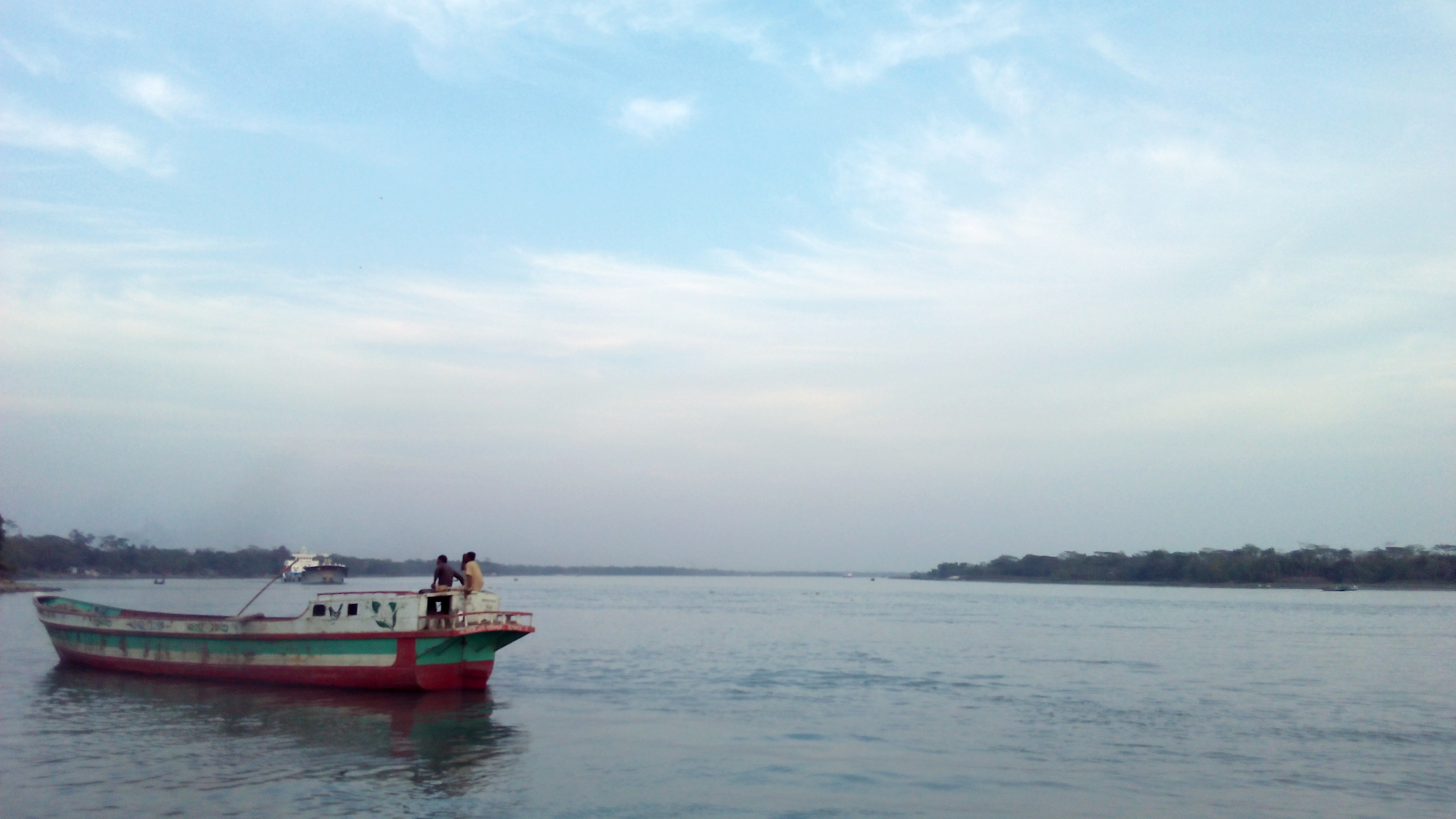
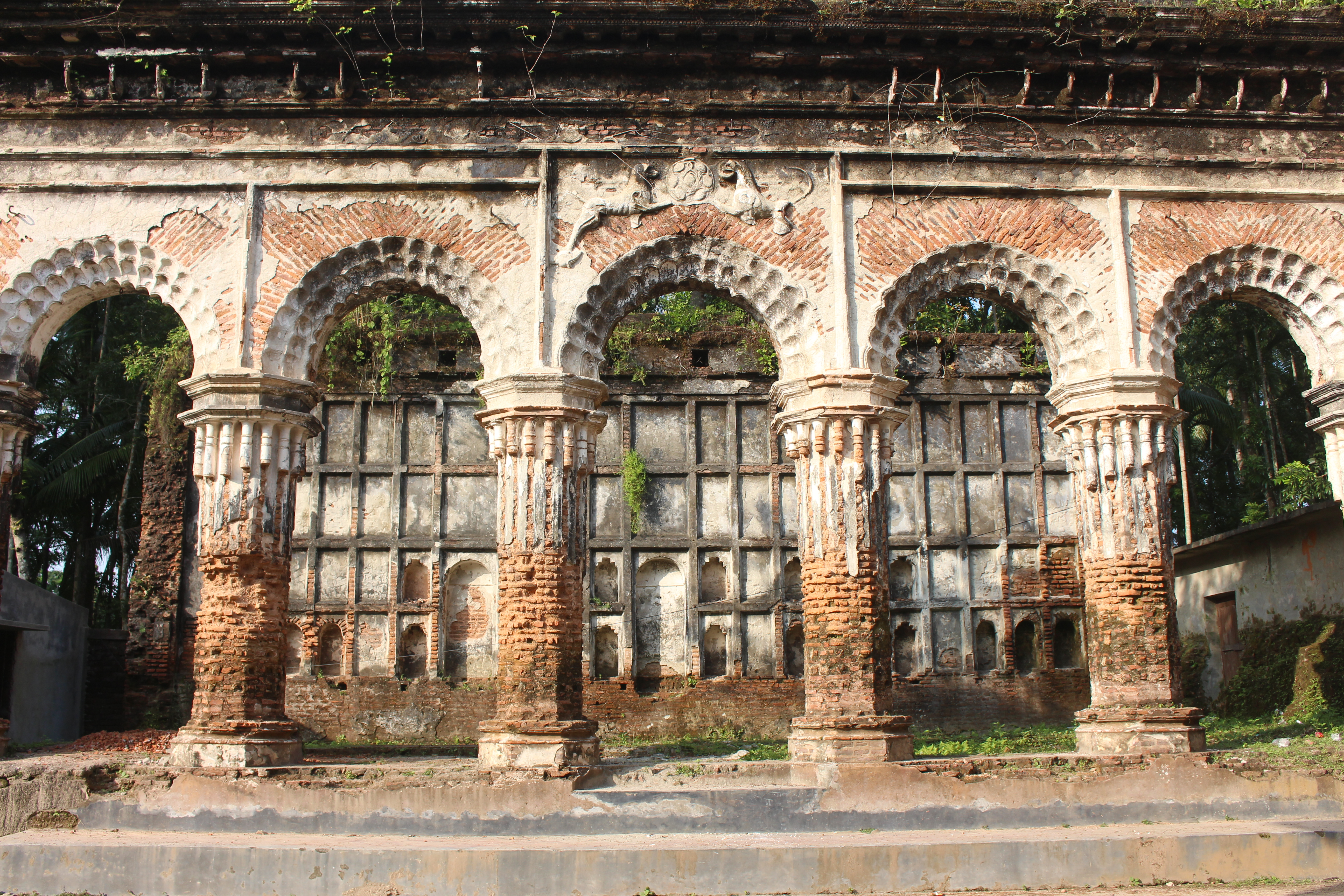